# جيسي نورمان (فنان)
جيسي نورمان (بالإنجليزية: Jessye Norman)‏ (و. 1945 – 2019 م) هي مغنية، ومغنية أوبرا أمريكية، ولدت في أوغستا، جورجيا، كانت عضوةً في الأكاديمية الأمريكية للفنون والعلوم، توفيت في نيويورك، عن عمر يناهز 74 عاماً، بسبب صدمة إنتانية، وبسبب متلازمة الاختلال العضوي المتعدد.

## التعليم
تعلمت في جامعة هوارد، وتعلمت في جامعة ميشيغان، وتعلمت في معهد بيبودي ‏
.

## جوائز
حصلت على جوائز منها:
- قلادة سبينغارن (2013)
- جائزة غرامي لإنجاز العمر (2006)
- الدكتوراة الفخرية من جامعة لافال (1990)[21]
- جائزة مركز كينيدي الثقافي
- جائزة وولف في الفنون
- نيشان الفنون والآداب من رتبة قائد
- الميدالية الوطنية للفنون
- وسام جوقة الشرف من رتبة فارس

## وصلات خارجية
- جيسي نورمان على موقع IMDb (الإنجليزية)
- جيسي نورمان على موقع الموسوعة البريطانية (الإنجليزية)
- جيسي نورمان على موقع مونزينجر (الألمانية)
- جيسي نورمان على موقع ألو سيني (الفرنسية)
- جيسي نورمان على موقع ميوزك برينز (الإنجليزية)
- جيسي نورمان على موقع أول موفي (الإنجليزية)
- جيسي نورمان على موقع إن إن دي بي (الإنجليزية)
- جيسي نورمان على موقع أول ميوزيك (الإنجليزية)
- جيسي نورمان على موقع ديسكوغز (الإنجليزية)
- جيسي نورمان على موقع قاعدة بيانات الفيلم (الإنجليزية)